# Samatha
Samatha (en pali) ou shamatha [ʃamat̪ʰa] (en sanscrit : शमथ, IAST : śamatha), en tibétain chiné (ཞི་གནས་), désigne dans le bouddhisme la « tranquillité de l'esprit », la « quiétude » ou le « calme mental », et par extension la première étape des pratiques de méditation bouddhique permettant de développer cet état. La deuxième étape de la méditation bouddhique est la pratique de vipassanā, la « vue profonde ».

## Bouddhisme theravada
Dans le bouddhisme theravâda, la méditation formelle est composée de deux pratiques distinctes : samatha bhavana et vipassana bhavana. « Samatha » signifie tranquillité et « bhāvanā » (littéralement : existence) que l'on peut traduire par développement mental, ou qui, du moins, fait partie du développement mental (bhâvanâ). La tradition theravada utilise comme textes de base le Satipatthana sutta et le Visuddhimagga (un important commentaire écrit par Buddhagosa au Ve siècle).
Le « développement de la tranquillité » consiste à méditer en se concentrant sur un point fixe, tel que la respiration. Samatha bhāvanā peut être pratiquée avec d'autres objets, et le bouddhisme theravada en recense quarante. 
La concentration, samadhi, est une concentration très profonde et différente de la concentration utilisée pour réaliser une tâche intellectuelle. Cette concentration devient telle à l'entrée dans le premier jhāna.
Le développement de samatha permet de purifier l’esprit des cinq souillures mentales ou empêchements (nīvaraṇa).

### Cinq empêchements
Les cinq empêchements (pali : nīvaraṇa) sont des obstacles qui entravent notre état mental :
- le désir sensuel (kāmacchanda)
- la colère (vyāpāda)
- la torpeur (thīna-middha)
- l'agitation (uddhacca-kukkucca)
- le doute (vicikicchā)

### Quarante objets
En pali, ils sont dénommés kammatthanas. Précisons que les méditants considèrent un signe réfléchi, c'est-à-dire que l'objet de la concentration est perçu très différemment : « cent fois plus beau ». Il est dit que ce signe réfléchi émerge au moment de la concentration de proximité. Mais certaines des pratiques énumérées plus bas permettent d'atteindre les jhānas, des états de conscience supérieure permettant notamment d'atteindre la vision pénétrante de la réalité (incidemment, ces jhanas sont décrits dans l'hindouisme comme une fusion avec une essence divine : l’ātman). 
Les quarante pratiques sont : 
- dix « globalités », ou kasiṇa ;
- dix « laideurs » ;
- dix « remémorations » ;
- quatre « illimités » ;
- quatre arupajhanas.

### Onze concentrations
La pratique de Samatha bhavana est enseignée selon une progression dans la capacité de concentration.
Vient d'abord la concentration préparatoire, parikamma samadhi. Cette concentration est encore très faible et peut être dérangée facilement ; quand la concentration s'établit de nouveau, que le méditant s'efforce, de nouveau, d'être attentif au « signe appris », elle sera bientôt perturbée.
La concentration de proximité, ou de voisinage, upacara samadhi, est atteinte quand apparaît le « signe réfléchi », patibhaga-nimitta : l'objet de la méditation est remplacé par une image mentale, hallucination spontanée mais dans le cadre de la pratique. Selon Buddhaghosa, l'esprit quitte alors le monde sensoriel, kamaloka, mais y retombe immédiatement, car la concentration n'est pas encore assez forte.
La concentration d'atteinte, ou d'insertion, apana-samadhi, correspond à l'atteinte du dhyana. L'esprit quitte le monde sensoriel, atteignant le monde de la forme, rupaloka, et jouit des facteurs du dhyana ; la concentration peut être maintenue à souhait ; le méditant n'a plus conscience de son environnement. Pour les quatre (ou cinq) « en-stases » de ce « monde physique pur », voir l'article dhyana.
Le méditant qui a réalisé, l'un après l'autre, tous les dhyana du monde de la forme, accèdera peut-être au monde sans forme, arupaloka. Il atteint alors les dhyana sans forme ; pour ces quatre insertions, voir l'article arupajhanas.

## Bouddhisme tibétain
La tradition tibétaine se fonde sur les textes de base suivants : le Rathnamegha sutra, le Sandhinirmocana Sutra (en) et sur les Bhāvanākrama (en) de Kamalashila.
La pratique de chiné, la pacification mentale, consiste à se mettre en position du lotus ; puis à « placer l'esprit [qui] reste dans un état de vigilance, sans distraction, ouvert à lui-même tel qu'il se présente, sans tension » ; « L'esprit ainsi posé, on s'applique à la concentration sur l'objet choisi (...). De multiples méthodes sont possibles [avec ou sans support] ». L'objectif n'est pas de s'établir dans un état sans pensées : « craindre les pensées, s'irriter ou s'inquiéter de leur apparition, croire que l'absence de pensées est une bonne chose en soi, sont des erreurs conduisant à un état de frustration et de culpabilisation inutiles. (...) Lorsqu'on médite, le plus grand empêchement vient sans doute des productions mentales surajoutées, des commentaires sur soi-même et des préconceptions. ».
La pratique de chiné est suivie de celle de lhaktong.